# Площа Прешерна
Площа Преше́рна (словен. Prešernov trg) — площа неправильної форми в історичному центрі Любляни.
Названа на честь словенського поета Франце Прешерна, його пам'ятник встановлено посередині площі.

## Історія
В Середньовіччя місце сучасної площі розташовувалося біля воріт фортифікаційних стін міста, знесених в кінці XVIII століття. На картах XVII століття площа вже існувала. У тому ж столітті були побудовані францисканський монастир і барокова церква Благовіщення. Зв'язок з Міський площею здійснювалася по мосту через річку Любляницю. У 1842 році був споруджений кам'яний міст Франца, майбутній Потрійний міст.
Після землетрусу 1895 року на місці старих будівель виникли нові в стилях модерну і еклектики, в тому числі неоренесансна будівля центральної аптеки, палац Маєра, будівля універмагу. У 1901 році на площі були прокладені трамвайні колії. У 1905 році за проектом словенського скульптора Івана Заєца відкрито пам'ятник Ф. Прешерна.
У 1991 році площа зарахована до пам'ятників культури місцевого значення.